# Central de Artesanato Mestre Dezinho
A Central de Artesanato Mestre Dezinho, localizada em Teresina, é um espaço dedicado a produção, feitura artesanal e comercialização da arte do estado brasileiro do Piauí.

## História
Seu nome é uma homenagem, por decreto estadual de 1994, a um dos mais importantes artesãos do Piauí, José Alves de Oliveira (Mestre Dezinho) morto no ano 2000 natural do município de Valença do Piauí , com um trabalho reconhecido nacionalmente, comumente chamado de Mestre por conseguir incentivar outros jovens e adultos a seguir sua profissão. Dezinho é um grande expoente da Arte Santeria do Piauí, o ofício é considerado hoje patrimônio imaterial pelo Iphan.
O edifício da sedia já foi Quartel da Polícia Militar do Piauí até 1978 e passou a abrigar a Central de Artesanato Mestre Dezinho na década de 1980, após passar por reforma. Ainda é possível visitar um um porão no prédio que foi utilizado como sala de tortura, durante o período da Ditadura Militar, e que ainda mantém preservada em seu acervo um guia histórico para aqueles que querem saber mais detalhes sobre o período da Ditadura no estado.